# Inled oss icke i frestelse
Inled oss icke i frestelse är en amerikansk film från 1941 i regi av William Dieterle. Filmen bygger på Stephen Vincent Benéts novell The Devil and Daniel Webster. Filmen hette också så på amerikansk engelska innan man bytte till All That Money Can Buy för att undvika förväxling med filmen Hemliga Higgins vars amerikanska titel var The Devil and Miss Jones. Filmen tilldelades en Oscar för bästa musik. Walter Huston var även nominerad till en Oscar för bästa manliga huvudroll.

## Handling
Den fattige och otursförföljde bonden Jabez Stone säljer sin själ till djävulen i utbyte mot sju års välstånd och rikedom. Djävulen, som kallar sig Mr. Scratch frestar även kongressledamoten Daniel Webster, vars mål är att bli president. Men konsekvenserna av en affärsuppgörelse med djävulen blir ödesdigra.

## Rollista
- Edward Arnold - Daniel Webster
- Walter Huston - Mr. Scratch
- Jane Darwell - Ma Stone
- Simone Simon - Belle
- Gene Lockhart - Slossum
- John Qualen - Miser Stevens
- H.B. Warner - John Hathorne
- George Cleveland - Cy Bidder
- Anne Shirley - Mary Stone
- James Craig - Jabez Stone